# Centro Insular de Deportes
El Centro Insular de Deportes, conocido popularmente como el CID,  es un pabellón polideportivo situado en la Avenida Marítima de Las Palmas de Gran Canaria (Gran Canaria, España). Tiene una capacidad de 5200 espectadores.

## Historia
Fue inaugurado el 20 de octubre de 1988 y a lo largo de los años ha sido el pabellón local tanto en competición nacional como internacional, de varios equipos como el Hotel Cantur de la Superliga femenina de voleibol, el Club Voleibol Calvo Sotelo y su sucesor el Club Voleibol Guaguas de la Superliga masculina de voleibol, el C. B. Islas Canarias de la Liga Femenina de Baloncesto de España, el C. B. Gran Canaria de la liga ACB o el Colegio Arenas Galdar de la Liga Nacional de Fútbol Sala, entre otros.
Así mismo ha servido de escenario a diversos torneos deportivos como copas del Rey de voleibol o baloncesto, entre otros. Igualmente ha albergado diferentes espectáculos de diversa índole, como conciertos o congresos.

### Reforma
En abril de 2025 cerró sus instalaciones para ser reformado de manera integral, con un plazo previsto de 22 meses que incluye la renovación de la cubierta, la mejora de la pista deportiva y gradas, así como la demolición y reubicación de la piscina.

## Estructura
Posee una cancha polideportiva, que cuenta con gradas telescópicas que permiten variar el aforo en función de las necesidades del espacio utilizado.
En las dependencias anexas a la cancha de juego existen una piscina cubierta de 25 x 16,65 m. con 8 calles y otras 6 salas propias para realizar musculación, artes marciales, spinning, etc. Asimismo cuenta con otras dependencias usadas como sala de prensa, sala de reuniones y oficinas en general. También existe aparcamiento para 250 vehículos. 

## Acontecimientos deportivos destacados
- 1989: 14.ª Fase final de la Copa del Rey de voleibol.
- 1990: Fase final de la 54.ª Copa del Rey de Baloncesto.
- 1990: I Torneo "Pelota de Oro y Diamantes" de tenis femenino.
- 1991: II Torneo "Pelota de Oro y Diamantes" de tenis femenino.
- 10 de junio de 1995: Partido de la Liga Mundial de Voleibol; España 3-2 EE. UU..
- 12 de junio de 1995: Partido de la Liga Mundial de Voleibol; España 3-1 EE. UU..
- 2001: Fase final de la 38.ª Copa de la Reina de baloncesto.
- 2002: Fase final de la 27.ª Copa del Rey de voleibol.
- 2005: Fase final de la 30.ª Copa de la Reina de voleibol.
- 2008: Fase final de la 33.ª Copa de la Reina de voleibol.
- 12 de agosto de 2009: Partido amistoso de la gira "Eñemanía" entre España y Cuba (94-57).[5]
- 2 y 3 de octubre de 2009: VI Supercopa ACB de Baloncesto.[6]
- 23 al 25 de septiembre de 2016: Preeuropeo de voleibol 2016.[7]
- 8 al 10 de enero de 2021: Copa de la Princesa de Voleibol 2021.[8]
- 5 al 7 de febrero de 2021: Copa del Rey de Voleibol 2021.[9]

## Otros acontecimientos
- 16 y 17 de noviembre de 1993 Concierto de Les Luthiers.[10]